# Tân Viên, Bình Đông

Vị trí tại Bình Đông

Tân Viên (tiếng Trung: 新園鄉; bính âm: Xīn yuán xiāng) là một hương (xã) của huyện Bình Đông, tỉnh Đài Loan, Trung Hoa Dân Quốc (Đài Loan). Hương nằm trên vùng đồng bằng Bình Đông và là nơi hợp lưu của sông Đông Cảng và sông Cao Bình. Tổng diện tích của hương là 38,3109 km², dân số vào tháng 8 năm 2011 là 37.923 người thuộc 11.582 hộ gia đình, mật độ cư trú đạt 989,9 người/km².